# Tétrafluorure de palladium
Le fluorure de palladium(IV) ou tétrafluorure de palladium est un composé inorganique du palladium et du fluor, de formule PdF4. Dans ce composé, les atomes de palladium sont dans l'état d'oxydation +4,.

## Synthèse
Le tétrafluorure de palladium est produit par réaction entre le fluorure de palladium(II,IV) et le fluor gazeux, sous une pression de 7 atm à 300 °C pendant plusieurs jours.

## Réactivité
PdF4 est un oxydant fort qui s'hydrolyse rapidement sous atmosphère humide.